# Rhynchospora albomarginata
Rhynchospora albomarginata är en halvgräsart som beskrevs av Georg Kükenthal. Rhynchospora albomarginata ingår i släktet småag, och familjen halvgräs. Inga underarter finns listade i Catalogue of Life.